# Atletismo nos Jogos Olímpicos de Verão de 2020 - Salto triplo feminino
O evento do salto triplo (português brasileiro) ou triplo salto (português europeu) feminino nos Jogos Olímpicos de Verão de 2020 ocorreu entre os dias 30 de julho e 1 de agosto de 2021 no Estádio Olímpico. 33 atletas de 23 nações competiram.

## Formato
O evento continua a usar o formato de duas fases (eliminatórias e final) introduzido em 1936. Nas eliminatórias cada competidora teve direito a três saltos para atingir a distância de qualificação de 14,40 metros; se menos de 12 atletas conseguissem, as 12 melhores (incluindo todos as empatados) avançavam.
Na final, cada saltadora teve direito a três saltos iniciais; as oito primeiras saltadoras ao final da terceira rodada receberam três saltos adicionais para um total de seis, com o melhor a contar para o resultado final (os saltos da fase de qualificação não são considerados para a final).

## Calendário
Horário local (UTC +9)
| 30 de julho   | 1 de agosto |
| 19:05         | 20:20       |
| ------------- | ----------- |
| Eliminatórias | Final       |

## Medalhistas
| Ouro   | VEN Yulimar Rojas   |
| Prata  | POR Patrícia Mamona |
| Bronze | ESP Ana Peleteiro   |

## Recordes
Antes desta competição, os recordes mundiais, olímpicos e regionais da prova eram os seguintes:
| Tipo | Atleta                 | Marca   | Local      | Data                 |
| ---- | ---------------------- | ------- | ---------- | -------------------- |
|      | Inessa Kravets         | 15,50 m | Gotemburgo | 10 de agosto de 1995 |
|      | Françoise Mbango Etone | 15,39 m | Pequim     | 17 de agosto de 2008 |

### Por região
| Região                             | Marca | Atleta                 | Nação       |
| ---------------------------------- | ----- | ---------------------- | ----------- |
| África                             | 15,39 | Françoise Mbango Etone | Camarões    |
| Ásia                               | 15,25 | Olga Rypakova          | Cazaquistão |
| Europa                             | 15,50 | Inessa Kravets         | Ucrânia     |
| América do Norte, Central e Caribe | 15,29 | Yamilé Aldama          | Cuba        |
| Oceania                            | 14,04 | Nicole Mladenis        | Austrália   |
| América do Sul                     | 15,41 | Yulimar Rojas          | Venezuela   |

Os seguintes novos recordes foram estabelecidos durante esta competição:
| Data        | Prova | Atleta        | Nação     | Marca   | Recordes |
| ----------- | ----- | ------------- | --------- | ------- | -------- |
| 1 de agosto | Final | Yulimar Rojas | Venezuela | 15,67 m | ,        |

Os seguintes novos recordes nacionais foram estabelecidos durante a competição:
| Nação                | Atleta          | Rodada        | Marca   | Notas |
| -------------------- | --------------- | ------------- | ------- | ----- |
| República Dominicana | Thea LaFond     | Eliminatórias | 14,60 m |       |
| Venezuela            | Yulimar Rojas   | Final         | 15,67 m | ,     |
| Portugal             | Patrícia Mamona | Final         | 15,01 m |       |
| Espanha              | Ana Peleteiro   | Final         | 14,87 m |       |

## Resultados

### Eliminatórias
Regra de qualificação: marca padrão de 14,40 m (Q) ou pelo menos os 12 melhores atletas (q) avançam a final.
| Pos. | Grupo | Atleta                  | CON                      | #1    | #2    | #3    | Marca | Notas                |
| ---- | ----- | ----------------------- | ------------------------ | ----- | ----- | ----- | ----- | -------------------- |
| 1    | A     | Yulimar Rojas           | VEN Venezuela            | 14.77 | —     | —     | 14.77 | Q                    |
| 2    | A     | Ana Peleteiro           | ESP Espanha              | 14.34 | 14.62 | —     | 14.62 | Q                    |
| 3    | B     | Thea LaFond             | DMA Dominica             | 14.60 | —     | —     | 14.60 | Q,                   |
| 4    | B     | Patrícia Mamona         | POR Portugal             | 14.54 | —     | —     | 14.54 | Q                    |
| 5    | B     | Liadagmis Povea         | CUB Cuba                 | 14.50 | —     | —     | 14.50 | Q                    |
| 6    | B     | Shanieka Ricketts       | JAM Jamaica              | 14.43 | —     | —     | 14.43 | Q                    |
| 7    | A     | Caterine Ibargüen       | COL Colômbia             | 14.02 | 14.08 | 14.37 | 14.37 | q                    |
| 8    | B     | Hanna Knyazyeva-Minenko | ISR Israel               | 14.27 | 14.35 | 14.36 | 14.36 | q                    |
| 9    | A     | Kimberley Williams      | JAM Jamaica              | 13.38 | 13.86 | 14.30 | 14.30 | q                    |
| 10   | B     | Rouguy Diallo           | FRA França               | 14.20 | 14.29 | 13.91 | 14.29 | q                    |
| 11   | A     | Keturah Orji            | USA Estados Unidos       | 14.26 | 13.91 | 14.17 | 14.26 | q                    |
| 12   | B     | Kristiina Mäkelä        | FIN Finlândia            | 14.21 | 14.06 | 14.08 | 14.21 | q                    |
| 13   | A     | Senni Salminen          | FIN Finlândia            | 14.20 | 13.68 | 14.07 | 14.20 |                      |
| 13   | A     | Neele Eckhardt-Noack    | GER Alemanha             | 13.88 | 13.92 | 14.20 | 14.20 |                      |
| 15   | B     | Davisleydi Velazco      | CUB Cuba                 | 14.14 | x     | x     | 14.14 |                      |
| 16   | B     | Ana José Tima           | DOM República Dominicana | 13.87 | 14.11 | x     | 14.11 |                      |
| 17   | B     | Núbia Soares            | BRA Brasil               | x     | 14.04 | 14.07 | 14.07 |                      |
| 18   | B     | Viyaleta Skvartsova     | BLR Bielorrússia         | 13.93 | x     | 14.05 | 14.05 |                      |
| 19   | A     | Evelise Veiga           | POR Portugal             | 13.93 | 13.63 | 13.57 | 13.93 | Recorde da temporada |
| 20   | A     | Olha Saladukha          | UKR Ucrânia              | 13.49 | 13.91 | 13.88 | 13.91 |                      |
| 21   | A     | Dariya Derkach          | ITA Itália               | 13.69 | 13.73 | 13.90 | 13.90 |                      |
| 22   | A     | Gabriela Petrova        | BUL Bulgária             | x     | 13.79 | x     | 13.79 |                      |
| 23   | A     | Jasmine Moore           | USA Estados Unidos       | x     | x     | 13.76 | 13.76 |                      |
| 24   | B     | Olga Rypakova           | KAZ Cazaquistão          | 13.66 | 13.69 | x     | 13.69 | Recorde da temporada |
| 25   | B     | Tori Franklin           | USA Estados Unidos       | 13.23 | 13.68 | 13.58 | 13.68 |                      |
| 26   | A     | Mariya Ovchinnikova     | KAZ Cazaquistão          | x     | 13.34 | x     | 13.34 |                      |
| 27   | B     | Yosiris Urrutia         | COL Colômbia             | x     | x     | 13.16 | 13.16 |                      |
| 28   | B     | Diana Zagainova         | LTU Lituânia             | x     | 13.10 | x     | 13.10 |                      |
| 29   | A     | Roksana Khudoyarova     | UZB Uzbequistão          | 12.63 | 13.02 | 13.01 | 13.02 |                      |
| 29   | B     | Kristin Gierisch        | GER Alemanha             | x     | 13.02 | r     | 13.02 |                      |
| 31   | A     | Irina Ektova            | KAZ Cazaquistão          | x     | 12.90 | x     | 12.90 |                      |
| 32   | B     | Paraskevi Papachristou  | GRE Grécia               | x     | 12.23 | x     | 12.23 |                      |
| —    | A     | Nadia Eke               | GHA Gana                 | x     | x     | x     | NM    |                      |
| —    | A     | Leyanis Pérez           | CUB Cuba                 | —     | —     | —     | DNS   |                      |

### Final
A final foi disputada em 1 de agosto, às 20:20 locais.
| Pos.              | Atleta                  | CON                | #1    | #2    | #3    | #4    | #5    | #6    | Marca | Notas                |
| ----------------- | ----------------------- | ------------------ | ----- | ----- | ----- | ----- | ----- | ----- | ----- | -------------------- |
| Medalha de ouro   | Yulimar Rojas           | VEN Venezuela      | 15.41 | 14.53 | x     | 15.25 | x     | 15.67 | 15.67 | ,                    |
| Medalha de prata  | Patrícia Mamona         | POR Portugal       | 14.91 | 12.30 | x     | 15.01 | 14.66 | 14.97 | 15.01 | Recorde nacional     |
| Medalha de bronze | Ana Peleteiro           | ESP Espanha        | 14.55 | 14.77 | x     | 14.63 | 14.87 | 14.65 | 14.87 | Recorde nacional     |
| 4                 | Shanieka Ricketts       | JAM Jamaica        | x     | x     | 14.47 | 14.84 | 14.62 | 14.76 | 14.84 |                      |
| 5                 | Liadagmis Povea         | CUB Cuba           | 14.70 | 14.70 | 14.52 | 14.31 | 14.38 | 14.50 | 14.70 |                      |
| 6                 | Hanna Knyazyeva-Minenko | ISR Israel         | 14.52 | 14.60 | 14.27 | 14.29 | x     | x     | 14.60 | Recorde da temporada |
| 7                 | Keturah Orji            | USA Estados Unidos | 14.59 | 14.10 | 13.82 | 14.12 | 14.43 | x     | 14.59 |                      |
| 8                 | Kimberley Williams      | JAM Jamaica        | 13.77 | x     | 14.51 | 14.12 | 14.47 | 14.28 | 14.51 |                      |
| 9                 | Rouguy Diallo           | FRA França         | 14.38 | 14.28 | x     | —     | —     | —     | 14.38 |                      |
| 10                | Caterine Ibargüen       | COL Colômbia       | 14.25 | 14.01 | 14.19 | —     | —     | —     | 14.25 |                      |
| 11                | Kristiina Mäkelä        | FIN Finlândia      | 14.17 | 14.03 | 13.90 | —     | —     | —     | 14.17 |                      |
| 12                | Thea LaFond             | DMA Dominica       | x     | 12.57 | x     | —     | —     | —     | 12.57 |                      |

Legenda
| Recorde mundial      | Recorde mundial (World record)               |                       | Recorde africano                      | Recorde africano (African) |                                           | Q | Classificado por posição (Qualified) |
| Recorde olímpico     | Recorde olímpico (Olympic record)            | Recorde da América    | Recorde da América (Americas)         | q                          | Classificado por melhor tempo (Qualified) |   |                                      |
| Melhor marca do ano  | Melhor marca do ano (World leading)          | Recorde asiático      | Recorde asiático (Asian)              | DNS                        | Não largou (Did not start)                |   |                                      |
| Recorde nacional     | Recorde nacional (National record)           | Recorde europeu       | Recorde europeu (European)            | DNF                        | Não terminou (Did not finish)             |   |                                      |
| Recorde pessoal      | Recorde pessoal do atleta (Personal best)    | Recorde da Oceania    | Recorde da Oceania (Oceania)          | DSQ / DQ                   | Desclassificado (Disqualified)            |   |                                      |
| Recorde da temporada | Recorde da temporada do atleta (Season best) | Recorde sul-americano | Recorde sul-americano (South America) | NM                         | Sem marca (No mark)                       |   |                                      |